# Palaeotis weigelti
Palaeotis weigelti — викопний вид нелітаючих птахів родини Страусові (Struthionidae). Птах відомий із середнього еоцену з Центральної Європи.
Вид був описаний по цівці та фаланзі у 1928 році угорським палеонтологом Кальманом Ламбрехтом. Автор опису вважав птаха ранньою дрохвою і назвав його Palaeotis (давня дрохва). У 1987 році Уд та Хоболд (Houde і Haubold) вивчили цей зразок, дійшли до висновку, що він належить безкілевому птаху та віднесли його до ряду Страусоподібні (Struthioniformes). Також Уд та Хоболд віднесли до виду три зразки, що зберігались у Geiseltalmuseum Університету Мартіна Лютера у Німеччині та спершу були описані як Paleogrus geiseltalensis.
Уд і Хоболд вважають, що Palaeotis є базальним безкілевим або, можливо, й предком сучасних страусів. Вид може бути пов'язаний з Remiornis, передбачуваним безкілевим з еоцену Франції.

## Назва
Вид названо на честь німецького палеонтолога Йоганна Вайгельта, який знайшов скам'янілі рештки птаха.